# La Galissonnière (D 638)
Il La Galissonniere (D 638), unità unica della classe T 56 o classe La Galissonnière, rappresenta la terza (e ultima) serie di escorteurs d'escadre della Marine nationale dopo la fine della seconda guerra mondiale. La nave La Galissonniere secondo la nomenclatura navale francese dell'epoca, era classificata escorteur d'escadre, era contraddistinta dal pennant number D ed era equiparabile a un cacciatorpediniere.
Essa portava in nome dell'ammiraglio francese Rolland-Michel Barrin, Comte de La Galissonnière (1693-1756) che fu governatore della Nuova Francia.

## Concezione
Questa fu la prima nave che utilizzava il nuovo sistema francese di lotta antisommergibile Malafon. Munita di un lanciatore con 13 missili guidati, fu una nave di esperimenti per testare i nuovi tipi d'armamento.
Essa era anche equipaggiata col cannone automatico da 100 mm modello 1953 e con un lanciatore di granate antisottomarino.
Possedeva anche una piattaforma per un elicottero che poteva ripiegarsi a forma di hangar per un Alouette II o un Alouette III.

## Servizio
Il La Galissonnière fu in servizio nel Mediterraneo, nell'Atlantico e anche nell'oceano Indiano. A partire dal 1983, servì come nave di scorta degli SNLE della classe Le Redoutable.
Disarmata il 20 aprile 1990, prese il numero di scafo Q 862 e servì inizialmente come frangiflutti per l'École navale della base d'aéronautique navale de Lanvéoc-Poulmic. Essa fu, nel 2006, trasferita al cimitero navale di Landévennec. Il 21 maggio 2015 La Galissonniere fu trasferita al porto di Brest, per essere preparata al suo trasferimento, che avverrà il 12 giugno 2015, verso il cantiere di Gand, in Belgio, al fine di essere demolita dal gruppo franco-belga Galloo.